# Castanopsis curtisii
Castanopsis curtisii är en bokväxtart som beskrevs av George King. Castanopsis curtisii ingår i släktet Castanopsis och familjen bokväxter. IUCN kategoriserar arten globalt som nära hotad. Inga underarter finns listade.